# 難太平記
『難太平記』（なんたいへいき）は、今川貞世（出家後は了俊）が応永9年（1402年）に完成させた書物。

## 概要
今川氏の歴史と足利氏の歴史などが主要な内容で、子孫に宛てて書かれている。書名の由来は、この書物の前半部分が『太平記』が今川家を軽んじていると難じている（非難している）ことにある。しかしながら書名は後世につけられたと考えられており、著述時点では名称はなかったと考えられる。よって実際は『太平記』そのものを批判することよりも、今川氏の歴史と宗家である足利将軍家に対する忠誠の歴史を論じることが主体となっている。後半は、貞世が実地に経験した南北朝時代の後半から室町時代の初期の出来事が記されている。
- 内容は下記のとおり。

1. 書物を著述するにあたっての著述の理由
2. 足利氏の歴史について
3. 今川氏の歴史について
4. 今川荘の歴史とその寄進について
5. 足利尊氏・足利直義兄弟の生誕について
6. 足利尊氏の上洛と上杉憲房について
7. 太平記の成立過程のその誤謬について
8. 九州落ちについて
9. 篠村八幡宮旗揚げについて
10. 八々王の太刀について
11. 清き武者の心への直義の不審について
12. 中先代の乱での今川一族の活躍について
13. 北畠顕家との合戦での今川範国の活躍について
14. 今川家の軍旗「赤鳥」の由来ついて
15. 今川家の家督、領国についての嘆き
16. 細川清氏について（今川範国の忠義）
17. 細川清氏について（今川範国の深慮）
18. 応永の乱と足利義満への憤懣（反省のない義満の祈祷を批判）
19. 応永の乱と足利義満への批判（忠功を省みない義満への批判）
20. 大内義弘入道について
21. 名乗りについて
22. 恥ずべきことについて

## 原典
群書類従巻三百九十八に全文が収められている。